# Chiesa di San Giorgio Maggiore (Napoli)
La chiesa di San Giorgio Maggiore è una chiesa monumentale di Napoli ubicata in piazzetta di S. Francesco d'Assisi o popolarmente chiamata Crocelle ai Mannesi, di fronte all'omonima chiesa che dà il nome alla piazzetta e lungo via Duomo, nel cuore del centro antico della città.

## Storia
L'edificio religioso è stato costruito tra la fine del IV secolo e gli inizi del V secolo come chiesa paleocristiana e detta inizialmente "la severiana", perché voluta dal vescovo san Severo di Napoli. L'attuale nome risale invece al IX secolo, in onore del guerriero martire nelle vicende in cui il popolo combatteva contro i longobardi. 

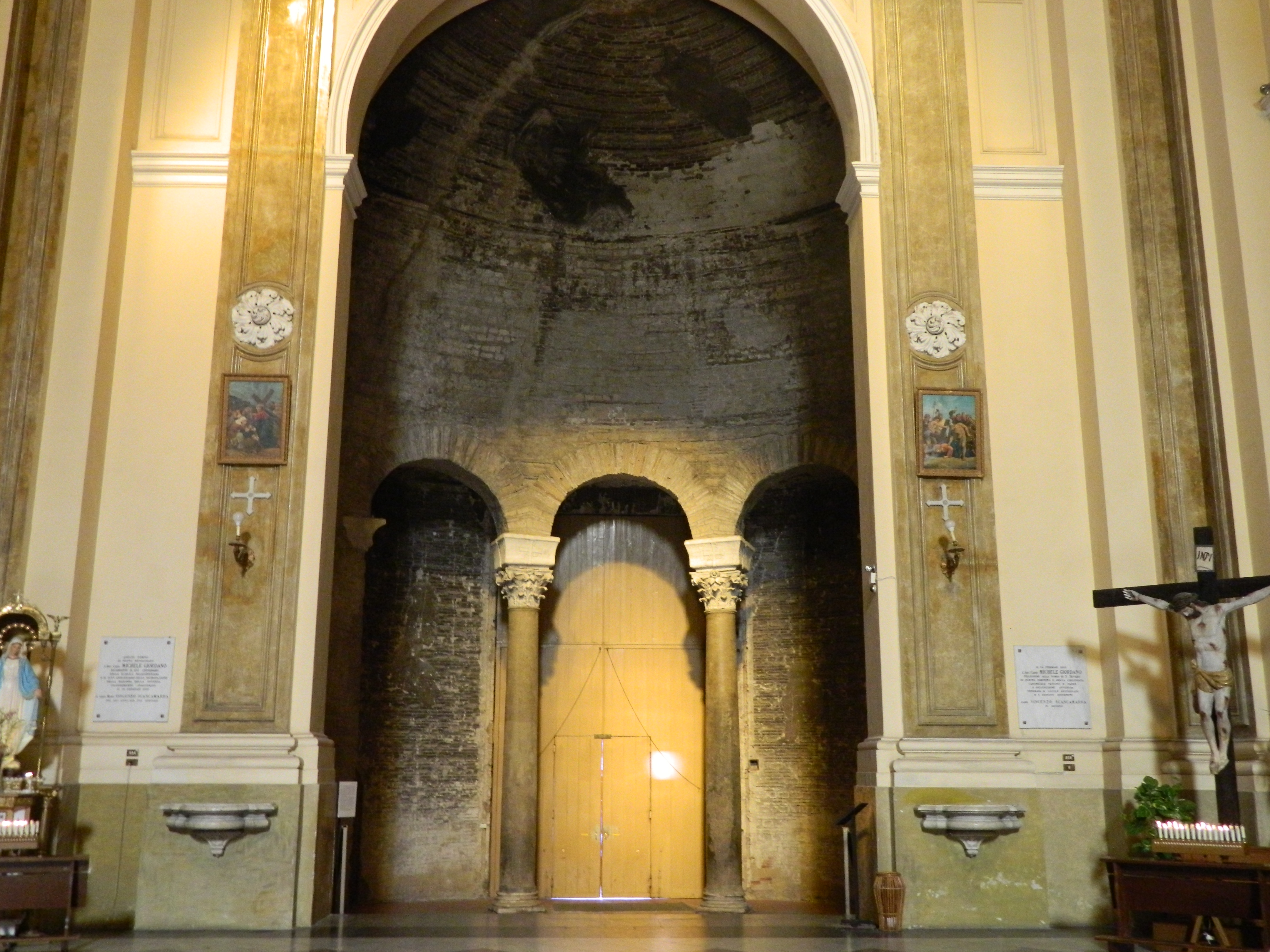
Abside della antica chiesa paleocristiana, poi divenuta ingresso della chiesa barocca

Per tutto il Medioevo fu una delle quattro parrocchie di Napoli, insieme a quella dei Santi Apostoli, di San Giovanni Maggiore e Santa Maria Maggiore.
Nel 1618 la chiesa fu concessa ai padri Pii Operai. Nel 1640 invece un incendio distrusse buona parte dell'edificio che venne poi ristrutturato da Cosimo Fanzago, il quale concepì la nuova chiesa con un'inversione dell'orientamento nord-sud: infatti l'attuale ingresso principale è collocato in quello che fu il catino absidale della primitiva chiesa paleocristiana, sebbene in un primo momento (e fino all'Ottocento) l'abside non era visibile nella nuova chiesa barocca in quanto inglobata nel palazzo Ferraro che anticipava il complesso religioso.
I lavori andarono in questo periodo fortemente a rilento per via delle rivolte di Masaniello, avvenute intorno al 1647, e della peste che colpì la città nel 1656; il terremoto del Sannio del 1688 invece comportò la realizzazione di un nuovo progetto di ristrutturazione che si affiancò ai lavori di completamento delle parti mai realizzate previste già nel primo. Questa volta condusse la guida del cantiere l'architetto Arcangelo Guglielmelli. I nuovi lavori prevedevano il trasferimento di una parte delle colonne in granito nella vicina chiesa di Santa Maria degli Angeli alle Croci, e la realizzazione di una terza campata, la prima, con il conseguente completamento dell'ingresso, che fino ad allora avveniva da un accesso laterale della chiesa. Per via delle diatribe che ci furono tra il Guglielmelli e la famiglia Ferraro, la campata e l'ingresso non furono mai realizzati, mentre la facciata principale esterna venne fatta in corrispondenza delle mura che correvano lungo la navata destra, sul lato dell'attuale via Duomo, con schemi del tutto semplici e priva di decorazioni.
Nella seconda metà del XIX secolo, nel corso dei lavori del grande progetto urbanistico voluti da Ferdinando II di Borbone, conosciuto come Risanamento di Napoli, il convento adiacente fu completamente demolito, riutilizzando i lotti in cui sorgeva per la costruzione di edifici a uso abitativo, la chiesa invece subì importanti lavori che ne modificarono ancora una volta la sua conformazione originaria. In questa fase la navata del lato destro fu del tutto eliminata per realizzare l'allargamento di via Duomo, strada che in origine non era più larga degli altri cardini paralleli del la zona dei Decumani di Napoli, mentre l'ingresso principale fu completato secondo il progetto iniziale del Fanzago, quindi con la realizzazione della prima campata, compresa la cupola, con l'incorporamento dell'abside paleocristiana al corpo di fabbrica, venuta alla luce nel 1881 dopo la demolizione del palazzo Ferraro antistante, che fino ad allora l'aveva inglobata, e infine con la realizzazione della facciata principale su piazzettaChiesa delle Crocelle ai Mannesi.
Ulteriori danni si sono avuto durante i bombardamenti alleati della seconda guerra mondiale e a causa del terremoto dell'Irpinia del 1980. Nel 1992 la chiesa subì infine altri interventi di restauro grazie ai quali emerse l'affresco seicentesco di Aniello Falcone su San Giorgio che uccide il drago nella zona absidale.

## Descrizione

### Pianta
| 1. Abside paleocristiana 2. Conversione di san Disma (Francesco Peresi, 1713) 3. Madonna della Potenza (anonimo, XIV secolo) 4. trittico con San Nicola, sant'Antonio e angeli (Francesco Solimena, 1687) 5. Altare maggiore (Camillo Lionti, 1786) 6. Abside a. San Giorgio che uccide il drago (Alessio D'Elia, XVIII secolo); dietro, San Giorgio che uccide il Drago (Aniello Falcone, prima metà del Seicento) b. San Severo che resuscita un morto (Alessio D'Elia, XVIII secolo) 7. Madonna col Bambino, san Giorgio e san Severo (Giovanno Balducci, 1629) 8. Cattedra di san Severo (epoca medievale) 9. Pulpito in marmo con rilievo della Madonna col Bambino (attribuito a Diego de Siloé) 10. Ingresso laterale e cantoria 11. L'arcangelo Raffaele e Tobiolo (Francesco Peresi, 1713) | Pianta |

### Esterno e interno
La facciata principale esterna, frutto dei lavori ottocenteschi alla chiesa, è semplice e quasi priva di alcuna decorazione. Questa è a due ordini sorretta da colonne con capitelli compositi al primo e da capitelli di ordine corinzio nel secondo. Nel timpano è posto un medaglione con in mezzorilievo la figura di San Giorgio a cavallo. Sopra il portale d’ingresso, tra due colonne di marmo con capitelli corinzi, si apre invece una nicchia entro cui è scolpita la Madonna col Bambino, opera sempre ottocentesca di Nicola Massuti su bozzetto di Raffaele Belliazzi.

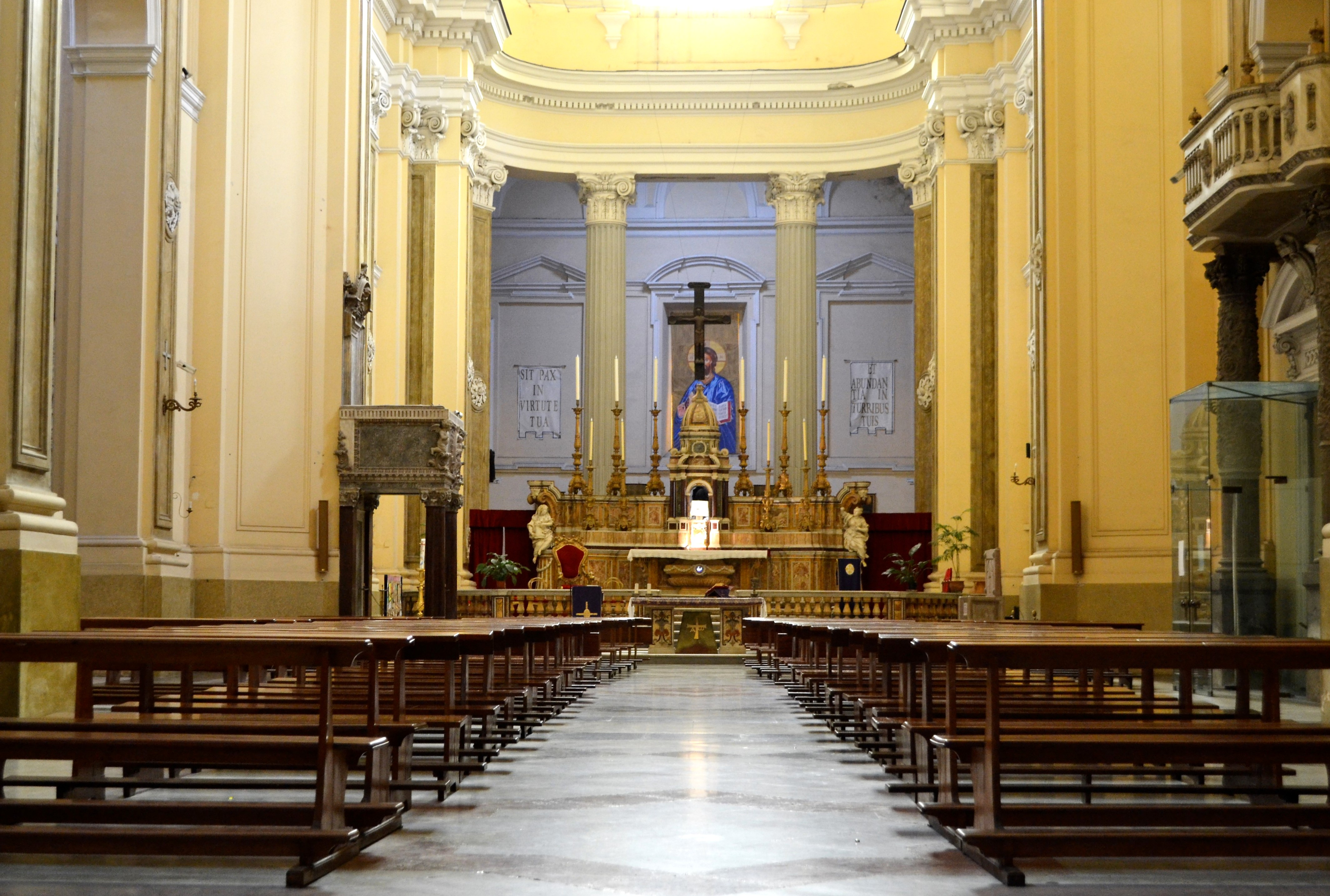
Scorcio della navata di destra

L'ingresso principale è aperto attraverso l'antica abside della basilica paleocristiana: questa, in opera listata mista, è un raro esempio di abside arcuata aperta, caratterizzata da tre archi impostati su due colonne antiche di spoglio, coronate da capitelli corinzi e pulvino con croce a monogramma cristiano.
La chiesa è caratterizzata da due navate di cui la centrale è scandita da tre campate con colonne con capitelli compositi e si conclude con un'ampia abside rettangolare, mentre quella di sinistra vede una copertura con volte a botte a l'apertura di tre cappelle laterali. La navata maggiore presenta come copertura tre cupole, di cui quelle della prima e terza campata sono di dimensione più ridotte e schiacciate "a scodella", mentre quella della campata centrale è più ampia e con un catino più elevato, che raggiunge 45 m di altezza; la seconda e terza cupola sono opere seicentesche, mentre la prima è un'opera ottocentesca compiuta sul modello della terza scodella.

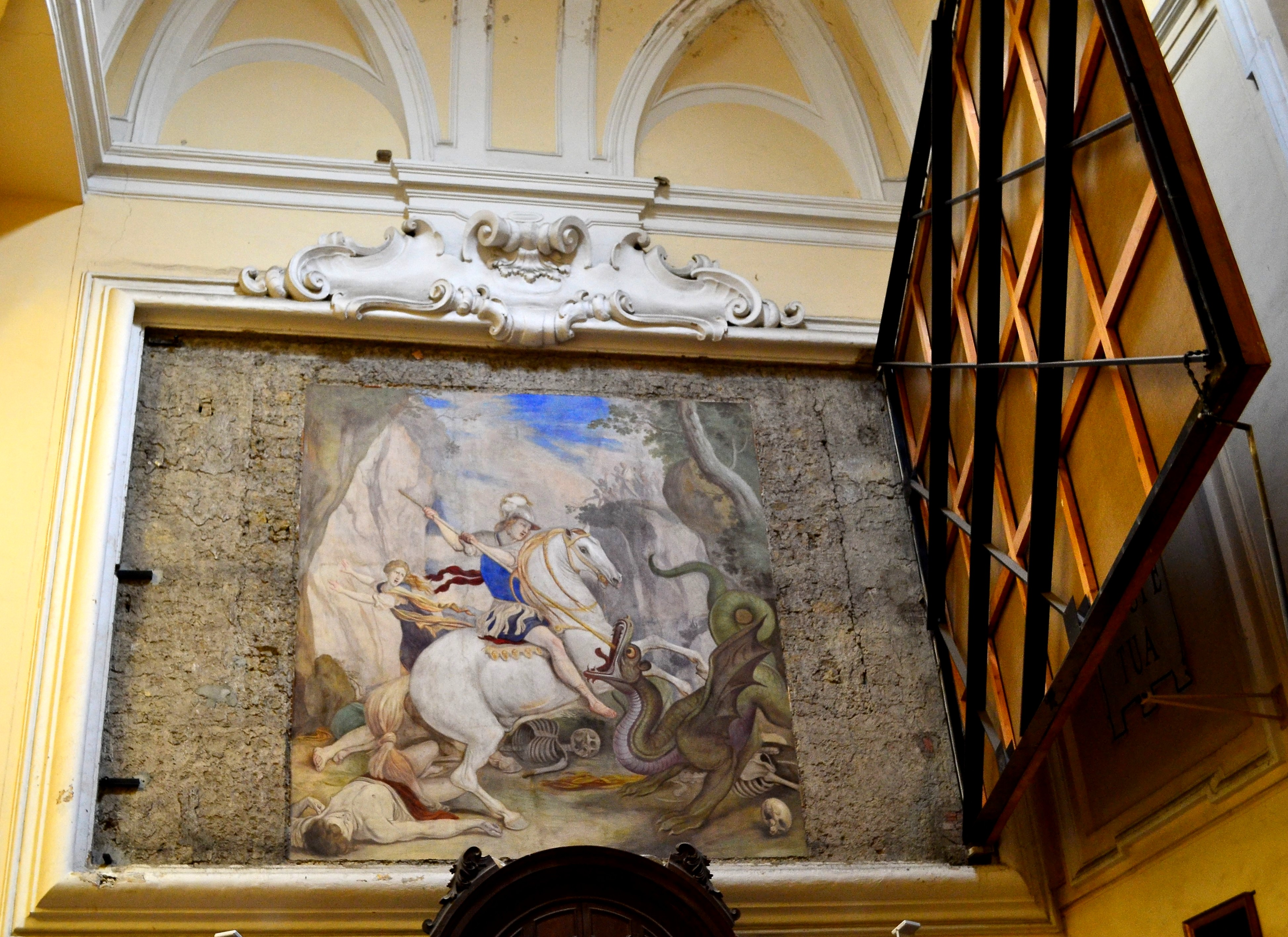
Affresco del San Giorgio che uccide il drago di Aniello Falcone

L'altare maggiore, collocato in linea d'aria alla conclusione della terza campata della navata mediana e anticipato da una balaustra marmorea settecentesca, è opera di Camillo Lionti del 1786; questo è decorato ai lati da due sculture di Angelo Viva ritraenti Orazione e Chiesa e inoltre custodisce una teca con le reliquie di san Severo, mentre risale al XII secolo il crocifisso ligneo che si eleva accanto. Alle spalle dell'altare si sviluppa una nuova abside a pianta rettangolare, chiusa da una coppia di colonne ioniche stuccate di bianco, disposte scenograficamente a semicerchio.
La zona absidale della chiesa, inoltre, custodisce un crocifisso settecentesco e alle pareti laterali due grandi tele dello stesso secolo di Alessio D'Elia, dove a destra è San Severo che resuscita un morto, mentre a sinistra è San Giorgio che uccide il drago, la cui tela cela attraverso un pannello movibile un precedente affresco databile alla prima metà del Seicento di Aniello Falcone a medesimo soggetto.
Addossata al terzo pilastro destro della chiesa è l'antica cattedra di san Severo, fondatore della chiesa, che secondo una leggenda sarebbe quella effettivamente utilizzata dal vescovo napoletano, ma che in realtà fu eseguita con marmi di spoglio solo in epoca medievale. Addossato alla colonna di fronte è invece il monumentale pulpito marmoreo su cui è scolpito in bassorilievo una Madonna col Bambino attribuita a Diego de Siloé.
La prima cappella della navata sinistra vede insistere sopra l'altare maggiore la tela di Francesco Peresi (allievo di Paolo De Matteis) datata 1713 sulla Conversione di San Disma. Nella seconda si conserva un altare maggiore dov'è una piccola tavola della Madonna della Potenza in stile bizantino riconducibile al XIV secolo seppur ridipinta in epoche successive; ai lati delle colonne, entro due nicchie sono invece due statue in stucco di ignoto autore settecentesco raffiguranti i santi Giacomo e Giovanni. La terza cappella di sinistra invece vede ai lati altre due sculture in stucco di ignoto autore settecentesco con le figure di Sant'Andrea e San Pietro, mentre sull'altare è posto un trittico di Francesco Solimena che, datato 1687, risulta essere la prima opera documentata a Napoli del pittore: ai lati sono rappresentati San Nicola e Sant'Antonio, mentre al centro è la scena degli angeli che astrattamente sorreggono un crocifisso ligneo del 1725 circa, opera attribuita a Nicola Fumo.
Addossati alla parete destra della navata mediana, in corrispondenza degli archi su cui si aprivano le cappelle della vecchia navata destra, sono invece collocati tre dipinti. Al primo arco è L'arcangelo Raffaele e Tobiolo, ancora di Francesco Peresi e sempre del 1713; al secondo arco è invece l'ingresso laterale alla chiesa, con in alto un balconcino su cui è collocata la cantoria; alla terza arcata è infine collocata la tela di Giovanni Balducci del 1629 raffigurante la Madonna col Bambino e i santi Giorgio e Severo.
La sacrestia conserva vari dipinti, tra cui un San Nicola di Nicola Vaccaro e una Madonna del Velo con i Santi Andrea e Paolo attribuita a Marco Cardisco.